# Christa Winsloe
Christa Winsloe, née le 23 décembre 1888 à Darmstadt (Grand-duché de Hesse) et morte le 10 juin 1944 à Cluny (France), est une écrivaine et une sculptrice germano-hongroise. Elle était ouvertement lesbienne et a mené en conséquence une vie qui allait contre les attentes de sa famille et les normes sociales reconnues. On le voit dans son œuvre au centre de laquelle se trouvent l'identité sexuelle, la position et le rôle des hommes et des femmes. Ses livres et ses pièces de théâtre nous présentent des femmes qui se refusent à faire comme tout le monde.
Elle est surtout connue comme l'auteur de la pièce de théâtre Gestern und heute (1930) sur laquelle sont basées les deux versions de Mädchen in Uniform (1931 et 1958).

## Biographie
Elle n'a que onze ans quand sa mère meurt. Son père se sent dépassé par les évènements et met l'enfant en pension à l'Institution Impératrice-Augusta (Kaiserin-Augusta-Stift), réservée aux filles d'officiers, où les filles sont élevées avec une discipline militaire et des règles extrêmement strictes ; c'est pour elle un cauchemar qui la marque pour le reste de sa vie et dont on trouve des traces dans son œuvre. 
Au lieu d'épouser un officier, ce à quoi l'oblige plus ou moins son milieu, elle décide de faire carrière comme sculptrice et part à Munich étudier à la Königliche Kunstgewerbeschule München (Académie artistique royale de Munich), s'intéressant particulièrement aux animaux. En 1913, elle en passe toutefois par où le voulait sa famille en se mariant avec le baron hongrois Lajos Hatvany. Quand éclate la première Guerre mondiale, tous les deux sont à Paris en voyage de noces et il leur faut en toute hâte revenir en Hongrie où Christa continue à travailler comme sculptrice et entre en relation avec des cercles littéraires. Au cours de ce mariage, elle écrit son premier roman encore inédit, intitulé Das schwarze Schaf (Le mouton noir). L'héroïne est une fille qui, aussi bien à l'école que dans sa carrière comme sculptrice, est une marginale et qui n'arrive à arracher l'approbation de la société qu'en se mariant avec un monsieur comme il faut. Son mariage ne dure pas longtemps, mais Hatvany est quelqu'un d'étrange et, après leur divorce, il accorde à Christa une rente vraiment royale grâce à laquelle elle peut mener une vie indépendante financièrement.
Dans les années 1920, elle part pour Vienne où le succès lui vient grâce à l'opéra théâtral Hier et aujourd'hui qui parle d'érotopédagogie, puis pour le Berlin de la République de Weimar, où à cette époque fleurit une subculture lesbienne prospère ; elle peut s'afficher comme telle et s'inscrire au parti socialiste allemand. Elle travaille comme sculptrice d'animaux et se fait un ample cercle d'amis ; en parallèle, elle écrit entre autres Männer kehren heim (Les hommes reviennent chez eux), dans lequel une fille s'habille en homme afin de se défendre pendant la Première Guerre mondiale. Elle ne perce véritablement qu'avec la pièce de théâtre Gestern und heute (1930) où une collégienne en pension, Manuela von Meinhardis, tombe amoureuse de sa professeure, mademoiselle von Bernburg. Sous le titre Mädchen in Uniform (Jeunes filles en uniforme), la pièce est portée à l'écran en 1931 par Leontine Sagan avec dans les rôles principaux Dorothea Wieck et Hertha Thiele. En 1958, un remake en est fait par Géza von Radványi, avec Lilli Palmer et Romy Schneider dans les rôles principaux.
En 1933, Christa Winsloe commence une histoire d'amour avec la journaliste américaine Dorothy Thompson, la première femme qui interviewa Hitler et qui tenta inutilement de mettre en garde contre le danger que représentait son accession au pouvoir. Cette relation amoureuse ne dure pas du fait que Thompson ne se fait pas au mode de vie lesbien et que Winsloe ne peut trouver de travail aux États-Unis. Winsloe retourne donc en Europe mais préfère s'installer en France pour fuir le nazisme. Au cours de la Seconde Guerre mondiale elle sert dans la Résistance. Dans la maison, qu'elle partage avec sa compagne, l'écrivaine suisse Simone Gentet, plus jeune qu'elle de dix ans, elle cache des clandestins. En juin 1944, quatre Français abattent les deux femmes dans une forêt près de Cluny. L'affaire n'a jamais été entièrement éclaircie. Le chef du commando, un certain Lambert, prétendit avoir agi sur ordre de la Résistance car elles espionnaient pour le compte des Allemands. Les sentiments antinazis de Winsloe étaient pourtant bien connus.
C’est alors qu’Hilde Walter, une journaliste reconnue dans l'émigration allemande aux États-Unis parle le 2 juin 1946 dans la Neue Volkszeitung de cette exécution sous le titre « Qu'avait fait Christa Winsloe ? » (« Was hat Christa Winsloe getan? ») avec toutes sortes de suppositions. Cet article pousse Dorothy Thompson à demander des éclaircissements à l'ambassadeur de France aux États-Unis. Il lui fait savoir en décembre 1946 que Christa Winsloe n’avait pas été arrêtée par le maquis, mais avait été assassinée par un dénommé Lambert qui prétendait faussement avoir reçu des ordres de la Résistance. À ce moment-là Lambert est en prison, accusé de meurtre avec préméditation. L'auteur américain Peter Kurth s’intéresse plus tard à cette accusation de meurtre. En juin 1987 il reçoit de France les noms des trois coaccusés de Lambert et l’information que tous les quatre auraient été acquittés en 1948 mais on ne lui en dit pas plus. En 2012, dans la biographie de Christa Winsloe qu’elle publie, Doris Hermann se réfère aux documents du procès d’où il ressort de façon certaine que les deux victimes n'étaient absolument pas des espionnes. Les accusés auraient tout de même été acquittés en 1948, bien qu'ils fussent des criminels de droit commun, au motif que le comportement des femmes avait éveillé des soupçons, mais qu’il s’agissait, c’est ce que dit Doris Hermann, d'une erreur épouvantable.
De façon brève et concise Christa Reinig écrit de Christa Winsloe : « Elle était toujours de l’autre côté » (« Sie war immer eine ‚von denen ») Pour le monde des civils auquel elle voulait pourtant appartenir, elle faisait partie des filles d'officier. Pour ses collègues artistes dans l'atelier, elle était l'une de ces images de femme qui ne convenait pas au dessin de nu, ni même au drapé. Au point de vue littéraire, elle était l'une de ces écrivassières qui publient des romans pour bonnes femmes et des comédies de société. Pour les émigrants, elle faisait partie de ceux qui avaient émigré parce qu'ils ne voulaient pas vivre sous Hitler. Comme elle n'était pas juive et ne faisait pas de politique, aucun comité et aucune administration ne s’intéressait à elle. Et dans la guerre, elle était l'un de ceux qui couraient çà et là sans armes et sans défense. Toujours dans le no man’s land. Aucune société humaine n’a voulu la recueillir. »

## Ouvrages
- 1930, Gestern und heute, (pièce en 3 actes et 12 tableaux), traduite en français, en 1932, sous le titre Demoiselles en uniforme (ou Jeunes filles en uniforme), Paris, Fasquelle Editeurs
- 1935, Life begins, Londres, Chapman and Hall; publié en 1936 à New York sous le titre Girl alone
- 1938, Passagiera, roman, Amsterdam, Allert de Lange

## Dans la culture
En avril 2018 paraît Le Bruit de la machine à écrire (Steinkis), sur un scénario d'Hervé Loiselet, que Benoît Blary dessine et met en couleurs. La narration, qui a pour cadre Cluny et Châlon (Isère), propose une enquête sur Christa Winsloe ainsi que sa compagne Simone Gentet : les accusations d'espionnage au profit de la Gestapo, l'arrestation par les FFI, la condamnation des deux femmes et leur mort le 10 juin 1944 : il s'agit d'un « polar procédural », étayé par des documents historiques.